# Jessie Rooke
Jessie Spink Rooke (10 de septiembre de 1845 - 4 de enero de 1906) fue una reformadora sufragista y parte del Movimiento por la Templanza en Tasmania, Australia, y una de las primeras mujeres de Tasmania en obtener reconocimiento fuera de su estado.

## Biografía
Jessie Rooke nació en Londres el 10 de septiembre de 1845, hija de William Walker y Catherine Scollay. Se mudó a Melbourne, y en 1867 se casó con el neozelandés Peter Charles Reid. Después de su muerte, se casó con el viudo Charles Rooke el 14 de agosto de 1883. Se mudaron a Tasmania a principios de la década de 1890, y Jessie se involucró con la Unión de mujeres de Temperancia Cristiana (WCTU) de Burnie. Fue elegida presidenta en 1894.  
La WCTU surgió como líderes de la campaña de sufragio de Tasmania. En 1896, Rooke realizó una gira por Tasmania con la superintendente sufragista Georgina Kermode. Organizaron reuniones públicas, recaudaron fondos de campaña, distribuyeron panfletos y recogieron firmas en una petición que pedía que el voto se extendiera a las mujeres. La petición fue presentada al parlamento de Tasmania a fines de 1896. En 1898 recorrió Tasmania nuevamente junto a Elizabeth Nicholls. Visitaron 30 ciudades recolectando firmas en una petición. Aunque los proyectos de ley de sufragio fueron derrotados tanto en 1896 como en 1897, la Ley Electoral de 1903 otorgó a las mujeres de Tasmania el derecho al voto. 
En 1898, se convirtió en presidenta de la rama de WCTU de Tasmania, y en 1903, presidenta de la WCTU de Australia.
Fue delegada de la Conferencia del Consejo Internacional de Mujeres de 1902 en Washington y, en 1903, fundó la Asociación de Sufragio de Mujeres de Tasmania, que movilizó a las mujeres para las próximas elecciones.
Rooke siguió siendo presidenta de la WCTU hasta su muerte en 1906 por insuficiencia cardíaca congestiva.